# 玻基輝橄岩

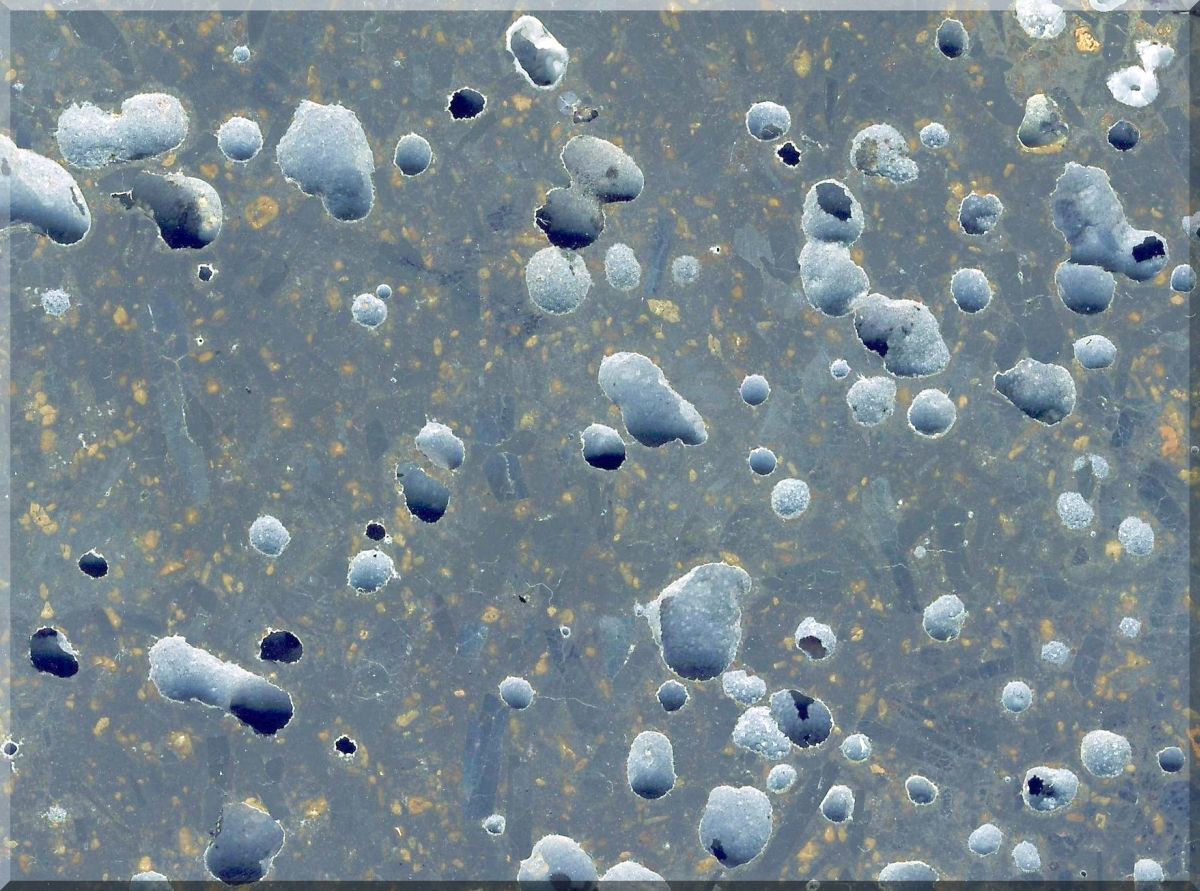
德国林堡采矿场（模式产地）的玻基辉橄岩。

玻基辉橄岩（英語：limburgite）是一種超基性暗綠色熔岩，常與鹼性玄武岩伴生。岩石具斑狀和似斑狀結構，斑晶爲橄欖石和含鈦普通輝石，基質爲黄褐色玻璃或由含鈦輝石、金屬礦物和少量斜長石組成的微晶集合體。當岩石中輝石含量超過橄欖石時可過渡爲玻基輝石岩。苦橄岩是橄欖岩的淺成－噴出相。主要產狀是岩床、岩牆等小侵入體，其次是玄武質熔岩下部堆晶相。主要由橄欖石（含量爲50-70%）和輝石組成。輝石多爲普通輝石、含鈦普通輝石，有時也出現鉻透輝石、斜方輝石、基性斜長石、棕色角閃石、雲母和金屬礦物，偶爾見磷灰石。玻基辉橄岩具有微晶結構、粒狀結構、嵌晶結構、填間結構等。當苦橄岩具斑狀結構時則過渡爲苦橄玢岩。